# Chants d'Auvergne
I Chants d'Auvergne (Canti dell'Alvernia) sono una raccolta di brani tradizionali raccolti nella regione dell'Alvernia in Francia, poi armonizzati e orchestrati da Joseph Canteloube tra il 1923 e il 1930.  Pubblicati fra il 1924 e il 1955. Le canzoni sono in occitano.
La prima registrazione, di undici delle canzoni, fu quella di Madeleine Grey nel 1930, con un ensemble diretta da Eli Cohen. Le canzoni sono ormai parte del repertorio musicale internazionale e sono state registrate da molti cantanti.
Fra gli arrangiamenti successivi a Canteloube, sono celebri quelli di alcuni brani ripresi nel 1964 da Luciano Berio nei suoi Folk Songs.

## Descrizione delle opere
Il compositore ha scritto le partiture per soprano e orchestra sinfonica. Il musicologo non ha voluto seguire alla lettera la musica originale e non ha voluto renderla autentica e il suo lavoro non è una forma di musica folcloristica. 
Canteloube ha voluto semplicemente dare un'interpretazione personale di queste melodie popolari, un po' come Béla Bartók per le musiche contadine dei magiari o per le Danze popolari rumene. 

## Elenco dei brani raccolti
I brani sono stati raccolti in 5 volumi

### Volume I
- La Pastoura als Camps (La pastorella nei campis)
- Baïlèro (Canto dei pastori dell'Alta Alvernia)
- Trois Bourrées: L'aïo dè rotso (L'acqua di sorgente), Ound' onorèn gorda ? (Dove andremo dopo?) et Obal, din lou Limouzi (Laggiù nel Limosino)

### Volume II
- Pastourelle
- L'Antouèno (L'Antonio)
- La Pastrouletta è lou chibalié (La pastorella e il cavaliere)
- La Delaïssado (La trascurata)
- Deux Bourrées: N'aï pas iéu de Mîo (Non ho la fidanzata) e Lo Calhé (La quaglia)

### Volume III
- Lo fiolairé (La filatrice)
- Passo pel prat (Vieni dal prato)
- Lou Boussu (Il gobbo)
- Brezairola (Berceuse)
- Malurous qu'o uno fenno (Infelice chi ha una moglie)

### Volume IV
- Jou L'pount D'o Mirabel (Al ponte di Mirabel)
- Oi Ayai
- Pour l'enfant
- Chut, chut
- Pastorale
- Lou coucut (Il cuculo)

### Volume V
- Obal, din lo coumbelo (In lontananza, laggiù nella valle)
- Quan z'eyro petitoune (Quando ero piccola)
- Là-haut, sur le Rocher(Lassù, sulla roccia)
- He ! Beyla-z-y dau fè ! (Ei ! Dategli un po' di fieno!)
- Postouro, se tu m'aymo (Pastorella se mi ami)
- Te, l'co, tè ! (Vai cane, va!)
- Uno jionto postouro (Una bella pastorella)
- Lou diziou bé (On disait bien)